# Віштаспа (міфологія)
Віштаспа (перс. گشتاسپ) або Гоштасп — напівлегендарний бактрійський каві (цар-жрець), сучасник і покровитель Заратуштри, що прибув до нього з Дрангіани. Згадується в епічній поемі Шах-наме. Ймовірно панував у Бактрії, але роки його життя достовірно невідомі, хоч його реальне існування зазвичай сумнівів у дослідників не викликає. Припускають, що це відноситься до VII ст. до н.е.
В одних джерелах він подається як ідеальний цар, борець за істинну віру та праведність, другі ж підкреслюють його військову доблесть, зрештою інші вважають, що йому були притаманні заздрісність і нерозважливість.